# Ludwigia rigida
Ludwigia rigida är en dunörtsväxtart som först beskrevs av Friedrich Anton Wilhelm Miquel, och fick sitt nu gällande namn av Noel Yvri Sandwith. Ludwigia rigida ingår i släktet ludwigior, och familjen dunörtsväxter. Inga underarter finns listade i Catalogue of Life.